# Навроцький Володимир Володимирович

Навроцький В. В. (у центрі) серед учасників І. Конференції в Сонячногірському (Крим), присвяченій М. Коцюбинському, 2011 р.

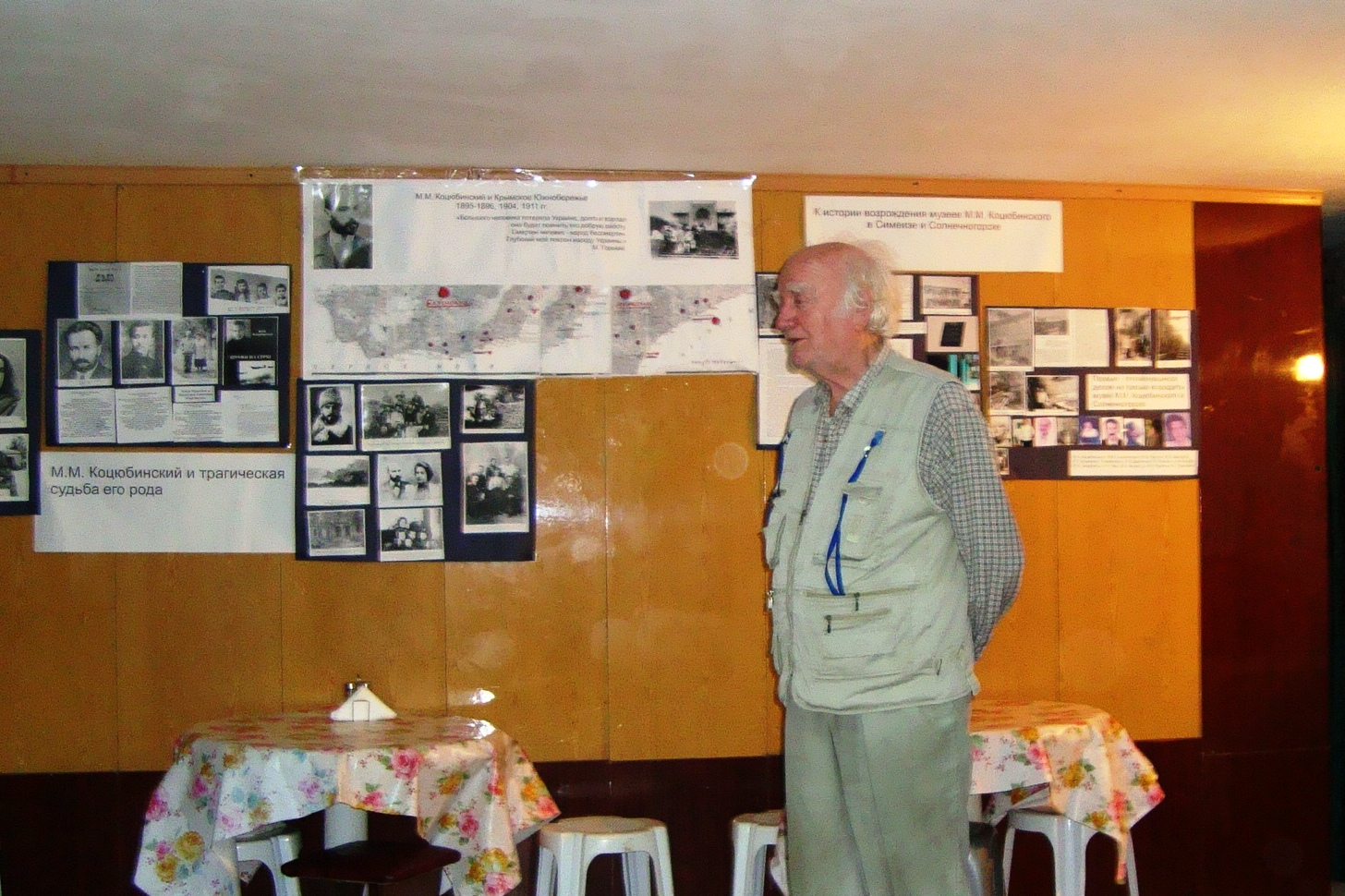
Навроцький В. В. Стенд «На підтримку музею Коцюбинського в Сонячногірському», 2011 р.

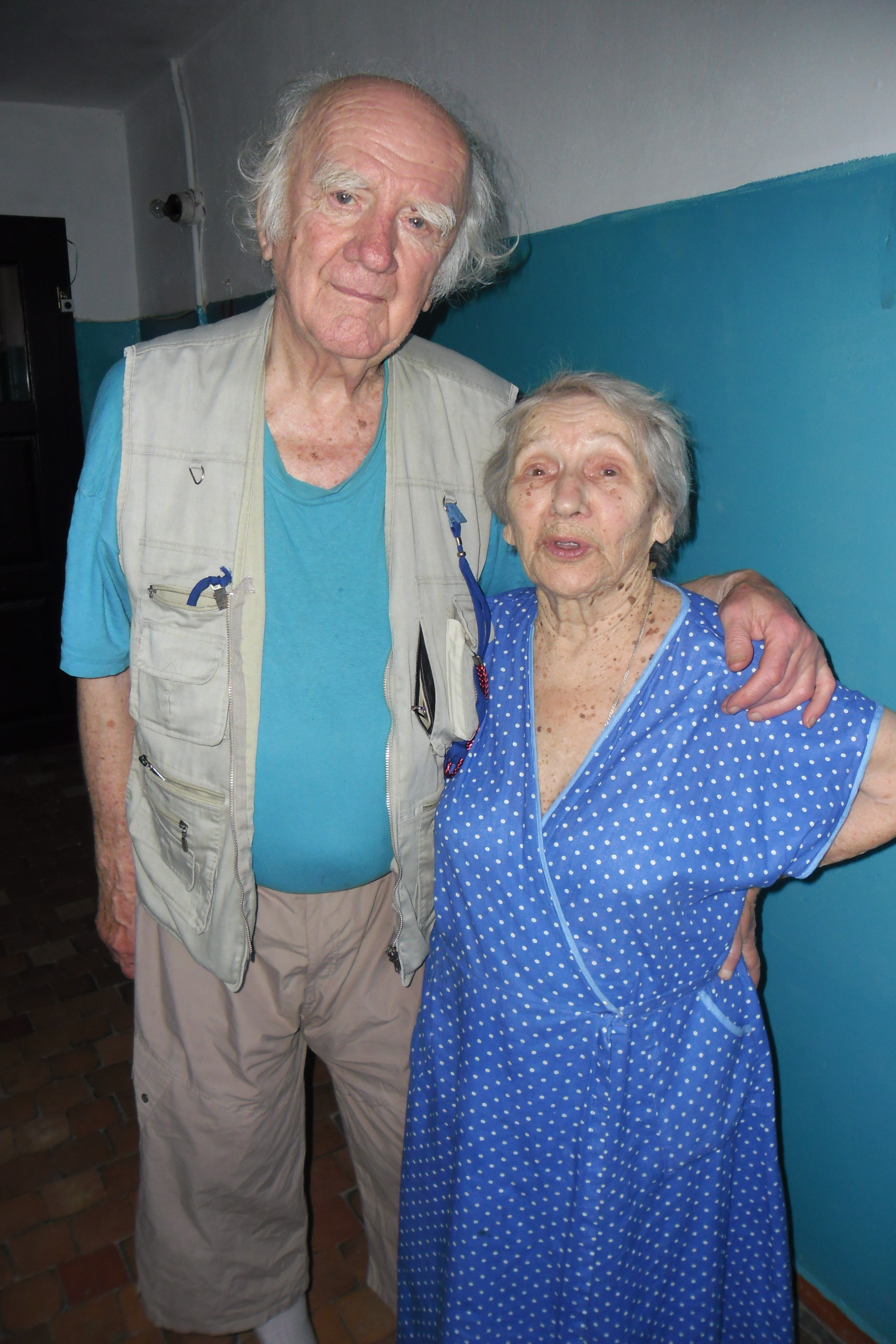
Навроцький В. В. з дружиною, 2012 р. Ялта.

Навроцький Володимир Володимирович (1928, Полтава — 2014, Ялта) — український вчений, доктор медичних наук, професор, громадський діяч, краєзнавець. Мешкав у м. Ялта, АР Крим.

## Біографія
У 1946 році вступив до Харківського медичного інституту, який закінчив із відзнакою в 1953 році і був направлений на роботу фтизіатром у санаторій Шарівка Харківської області. У 1954 році Міністерством охорони здоров'я України був переведений на роботу в Ялтинський протитуберкульозний диспансер, де зробив перші свої наукові публікації. У 1958 році вступив до аспірантури Київського НДІ туберкульозу, звідки перевівся в аспірантуру Ялтинського НДІ туберкульозу. З 1962 року науковий співробітник цього НДІ. У 1963 році захистив дисертацію на здобуття наукового ступеня кандидата медичних наук на тему «Деякі питання діагностики та особливості перебігу туберкульозу первинного періоду у дорослих в умовах Південного берега Криму».
У 1975 р. захистив докторську дисертацію в центральному інституті туберкульозу (м. Москва) на тему «Комплексне санаторно-кліматичне лікування хворих деструктивними формами туберкульозу легень при застосуванні антибактеріальної терапії».
Всього за роки роботи в НДІ ім. Сеченова (30 років) брав активну участь у підготовці фахівців — фтизіатрів, пульмонологів, виступаючи з лекціями на кафедрі удосконалення лікарів, при НДІ входячи в комісії по атестації лікарів, керуючи дисертаційними роботами.
Брав участь із доповідями в багатьох союзних, республіканських з'їздах фтизіатрів, пульмонологів, надавав методичну допомогу фтизіатрична служба республік Союзу.
Після виходу на пенсію продовжував роботу в медичному кооперативі, опублікував кілька книг із пропаганди здорового способу життя та застосування з лікувальною метою природних природних чинників.

## Наукові інтереси
З питань діагностики лікування туберкульозу, застосування антибактеріальної терапії, розробок оригінальних методик (в інтермітуючому режимі), нових методів кліматолікування, режимів рухової активності тощо, опублікував 200 наукових статей у центральних клінічних журналах Союзу, окремих його республік і за кордоном, у тому числі 10 нових методик, отримані авторські свідоцтва.
Проводив активну роботу, спрямовану на збереження санаторної мережі Криму, унікального Південнобережного курорту для лікування хворих, і з цією метою опублікував понад 100 статей, листів, звернень, у тому числі на адресу Президентів Росії, України.

## Громадська діяльність
Голова Всеукраїнського товариства пропаганди діяльності і творчості М. М. Коцюбинського в Криму. Співорганізатор і учасник у Сонячногірське (Крим) у 2011—2012 рр. І і II НАУКОВО-ПРАКТИЧНОЇ КОНФЕРЕНЦІЇ «МИХАЙЛО КОЦЮБИНСЬКИЙ І СУЧАСНІСТЬ» [Архівовано 27 вересня 2015 у Wayback Machine.].
Досліджував життя і творчу біографію ряду видатних українців у Криму, зокрема В. Вернадського, М. Коцюбинського.
Навроцький Володимир Володимирович доклав зусиль до вивчення Ялти як краєзнавець. Одна з його основних знахідок — Козацька віха (Ялта) — на околицях нп. Ореанда.